# Ruch Lwów
Futbolnyj Kłub „Ruch” Lwów (ukr. Футбольний клуб «Рух» Львів) – ukraiński klub piłkarski, mający siedzibę w mieście Lwów, występujący od sezonu 2020/21 w rozgrywkach ukraińskiej Premier Lihi. Założony w roku 2003.

## Historia
Chronologia nazw:
- 1930: UST Dnipro Winniki (ukr. УСТ «Дніпро» Винники)
- 1940: Charczowyk Winniki (ukr. «Харчовик» Винники)
- 1941: klub zawiesił działalność
- 1947: Charczowyk Winniki (ukr. «Харчовик» Винники)
- 1949: Bilszowyk Winniki (ukr. «Більшовик» Винники)
- 1950: Charczowyk Winniki (ukr. «Харчовик» Винники)
- 195?: Awanhard Winniki (ukr. «Авангард» Винники)
- 196?: Spartak Winniki (ukr. «Спартак» Винники)
- 197?: Charczowyk Winniki (ukr. «Харчовик» Винники)
- 198?: klub rozwiązano
- 199?: Żupan Winniki (ukr.«Жупан» Винники)
- 2003: Ruch Winniki (ukr.«Рух» Винники)
- 2019: Ruch Lwów (ukr.«Рух» Львів)

Jeszcze przed wojną, w 1930 roku, w miasteczku został założony klub piłkarski: Ukraińskie Sportowe Towarzystwo (UST) „Dnipro”, również działał polski WKS „Zorza” (założony 1928). Po radzieckiej okupacji 1939 roku kluby zostały rozwiązane i założono klub Charczowyk Winniki, który został przydzielony miejscowej fabryce tytoniu.
Po II wojnie światowej od 1947 miasteczko reprezentował klub Charczowyk, który następnie nazywał się Bilszowyk, Awanhard, Spartak. W latach 70. XX wieku powrócił do nazwy Charczowyk. Po rozpadzie ZSRR klub nie istniał. Po kilku latach klub został odrodzony jako Żupan, którym opiekowała się fabryka tytoniu.
W 2003 z inicjatywy Myrona Markewicza, który urodził się w Winnikach, powstał klub piłkarski o nazwie Ruch. Na pytanie, dlaczego nazywa się „ruch”? Myron Markiewicz powiedział: – „Dlatego że ruch – to życie!”
Przez wiele lat zespół występował w mistrzostwach obwodu lwowskiego, wiele razy brał udział w Amatorskich Mistrzostwach Ukrainy. Tak jak Winniki jest miastem satelitarnym Lwowa, to w czasie, gdy oddzielnie organizowane były mistrzostwo obwodu lwowskiego i mistrzostwo miasta – klub uczestniczył w mistrzostwach Lwowa.
W 2013 klub debiutował w Amatorskich Mistrzostwach Ukrainy, w których zajął 2 miejsce.
Latem 2016 klub otrzymał licencję na grę w Drugiej Lidze. Po zakończeniu sezonu 2016/17 awansował do Pierwszej Ligi.
24 lipca 2019 klub przeniósł siedzibę do Lwowa, zmieniając nazwę na Ruch Lwów. Swoje mecze domowe w dalszym ciągu rozgrywał na stadionie w Winnikach.

## Barwy klubowe, strój, herb, hymn
|  |  |

Klub ma barwy żółto-czarne. Piłkarze domowe spotkania zazwyczaj grają w żółtych koszulkach, żółtych spodenkach oraz żółtych getrach.

## Sukcesy

### Trofea międzynarodowe
Nie uczestniczył w rozgrywkach europejskich (stan na 31-05-2023).

### Trofea krajowe
| \| \| Zdobyte trofea w rozgrywkach Ukrainy (stan na: 31-05-2023) \| |                                                            |      |          |
| Rozgrywki                                                           | Osiągnięcie                                                | Razy | Sezon(y) |
| · Mistrzostwo                                                       | I miejsce                                                  | 0    |          |
| · Mistrzostwo                                                       | II miejsce                                                 | 0    |          |
| · Mistrzostwo                                                       | III miejsce                                                | 0    |          |
| · Mistrzostwo                                                       | 10.miejsce                                                 | 1    | 2020/21  |
| Puchar                                                              | zdobywca                                                   | 0    |          |
| Puchar                                                              | finalista                                                  | 0    |          |
| Puchar                                                              | 1/8 finału                                                 | 1    | 2021/22  |
| II liga                                                             | I miejsce                                                  | 0    |          |
| II liga                                                             | II miejsce                                                 | 1    | 2019/20  |
| II liga                                                             | III miejsce                                                | 0    |          |
| Ukraina                                                             | Zdobyte trofea w rozgrywkach Ukrainy (stan na: 31-05-2023) |      |          |

- Druha liha: (D3)
  - wicemistrz (1x): 2016/17

- Amatorskie Mistrzostwa Ukrainy: (D4)
  - mistrz (1x): 2014
  - wicemistrz (2x): 2013, 2015

- Mistrzostwo obwodu lwowskiego:
  - mistrz (8x): 1949 (Bilszowyk), 1960, 1963, 1965 (Awanhard), 2012, 2013, 2014, 2015

- Puchar obwodu lwowskiego:
  - zdobywca (5x): 1949 (Bilszowyk), 1953 (Charczowyk), 2012, 2014, 2015

- Superpuchar obwodu lwowskiego:
  - zdobywca (1x): 2013

### Inne trofea
- Memoriał Ernesta Justa:
  - zwycięzca (3x): 2012, 2013, 2014
- Mistrzostwo miasta Lwów:
  - mistrz (1x): 1995 (Żupan)
  - brązowy medalista (2x): 1996, 1997 (Żupan)

## Poszczególne sezony

### Rozgrywki międzynarodowe

#### Europejskie puchary
Do chwili obecnej nie uczestniczył w rozgrywkach europejskich.

### Rozgrywki krajowe
| \| Ukraina \| Bilans występów klubu w rozgrywkach piłkarskich Ukrainy (Stan na 31 maja 2023 r.) \| \| |                                                                                   |        |       |   |   |   |    |    |     |           |        |        |      |
| Poziom                                                                                                | Rozgrywki                                                                         | Sezony | Mecze | Z | R | P | B+ | B– | Pkt | Lata      | Awanse | Spadki | Naj. |
| I | Wyszcza Liha / Premier-liha                                                       | 3      |       |   |   |   |    |    |     | od 2020   | 0      | 0      | 10   |
| II | Persza liha                                                                       | 3      |       |   |   |   |    |    |     | 2017–2020 | 1      | 0      | 2    |
| III                                                                                                   | Druha liha                                                                        | 1      |       |   |   |   |    |    |     | 2016/17   | 1      | 0      | 2    |
| IV | Perehidna liha / Tretia liha / Amatorska liha                                     | 3      |       |   |   |   |    |    |     | 2013–2015 | 1      | 0      | 1    |
| | Puchar Ukrainy                                                                    | 6      |       |   |   |   |    |    |     | od 2016   | 0      | 0      | 1/8  |
| | Superpuchar Ukrainy                                                               | 0      |       |   |   |   |    |    |     |           | 0      | 0      |      |
| Ukraina                                                                                               | Bilans występów klubu w rozgrywkach piłkarskich Ukrainy (Stan na 31 maja 2023 r.) |        |       |   |   |   |    |    |     |           |        |        |      |

## Piłkarze, trenerzy, prezydenci i właściciele klubu

### Piłkarze

#### Aktualny skład zespołu
Stan na 01.09.2023
| Nr | Poz. | Piłkarz                |
| -- | ---- | ---------------------- |
| 1  | BR   | Jurij-Wołodymyr Hereta |
| 2  | OB   | Ihor Duć               |
| 4  | OB   | Witalij Chołod         |
| 6  | PO   | Ołeksij Dowhy          |
| 7  | PO   | Jurij Kłymczuk         |
| 8  | NA   | Jarosław Karabin       |
| 9  | NA   | Illa Kwasnycia         |
| 10 | PO   | Ostap Prytuła          |
| 11 | PO   | Viv Solomon-Otabor     |
| 15 | PO   | Denys Pidhurski        |
| 17 | PO   | Marjan Mysyk           |
| 19 | NA   | Jewhenij Pastuch       |
| 21 | PO   | Roman Mychajliw        |
| 22 | PO   | Ange-Freddy Plumain    |
| 23 | BR   | Dmytro Łedwij          |
| 25 | OB   | Maksym Biły            |
| 26 | PO   | Fabricio Alvarenga     |

| Nr | Poz. | Piłkarz                |
| -- | ---- | ---------------------- |
| 29 | OB   | Roman Didyk            |
| 30 | PO   | Talles                 |
| 35 | PO   | Edson                  |
| 60 | NA   | Rusłan Nepejpijew      |
| 63 | PO   | Marko Sapuha (kapitan) |
| 71 | PO   | Ołeh Fedor             |
| 73 | OB   | Rostysław Lach         |
| 75 | OB   | Andrij Kiteła          |
| 77 | PO   | Ołeksij Sycz           |
| 79 | BR   | Jurij Pańkiw           |
| 89 | PO   | Andrij Stolarczuk      |
| 91 | PO   | Denys Tesluk           |
| 92 | OB   | Bohdan Slubyk          |
| 93 | OB   | Witalij Roman          |
| 96 | OB   | Denys Slusar           |
| 99 | PO   | Wasyl Runicz           |

#### Piłkarze na wypożyczeniu
| Nr | Poz. | Piłkarz                                                |
| -- | ---- | ------------------------------------------------------ |
|    | OB   | Elhadji Pape Diaw (w Stade Lavallois do 30.06.2024)    |
|    | OB   | Hlib Sawczuk (w Podilla Chmielnicki do 30.06.2024)     |
|    | OB   | Ołeh Weremijenko (w Podilla Chmielnicki do 30.06.2024) |

| Nr | Poz. | Piłkarz                                                                |
| -- | ---- | ---------------------------------------------------------------------- |
|    | PO   | Władysław Buczakczyjski (w Prykarpattia Iwano-Frankiwsk do 30.06.2024) |
|    | PO   | Wołodymyr Rudiuk (w Prykarpattia Iwano-Frankiwsk do 30.06.2024)        |

#### Znani piłkarze
| - Bobur Abdikholikov - Ołeksandr Alijew - Andrij Boriaczuk | - Serhij Danyłowski - Elhadji Pape Diaw - Wałerij Fedorczuk | - Rusłan Mostowy - Ange-Freddy Plumain - Maksim Shatskix - Ragnar Sigurðsson |  |

### Trenerzy
- 2009–10.11.2016:  Roman Hdanski
- 10.11.2016–11.08.2017:  Rusłan Mostowy
- 11.08.2017–12.11.2017:  Wołodymyr Maziar
- 13.11.2017–08.09.2018:  Andrij Kikot' (p.o.)
- 26.09.2018–14.11.2018:  Jurij Wirt
- 01.02.2019–10.12.2019:  Leanid Kuczuk
- 14.12.2019–15.06.2020:  Jurij Bakałow
- 15.06.2020–04.08.2021:  Iwan Fedyk
- 04.08.2021–19.03.2023:  Leanid Kuczuk
- 22.03.2023–...:  Witalij Ponomariow

## Struktura klubu

### Stadion
Klub rozgrywa swoje mecze domowe na stadionie im. Bohdana Markewycza (ojca Myrona Markewicza, który przez wiele lat pracował z dzieci w miejscowej Szkole Piłkarskiej) w Winnikach, który może pomieścić 1,000 widzów.

## Kibice i rywalizacja z innymi klubami

### Derby
- Karpaty Lwów
- FK Lwów